# Opuśniak

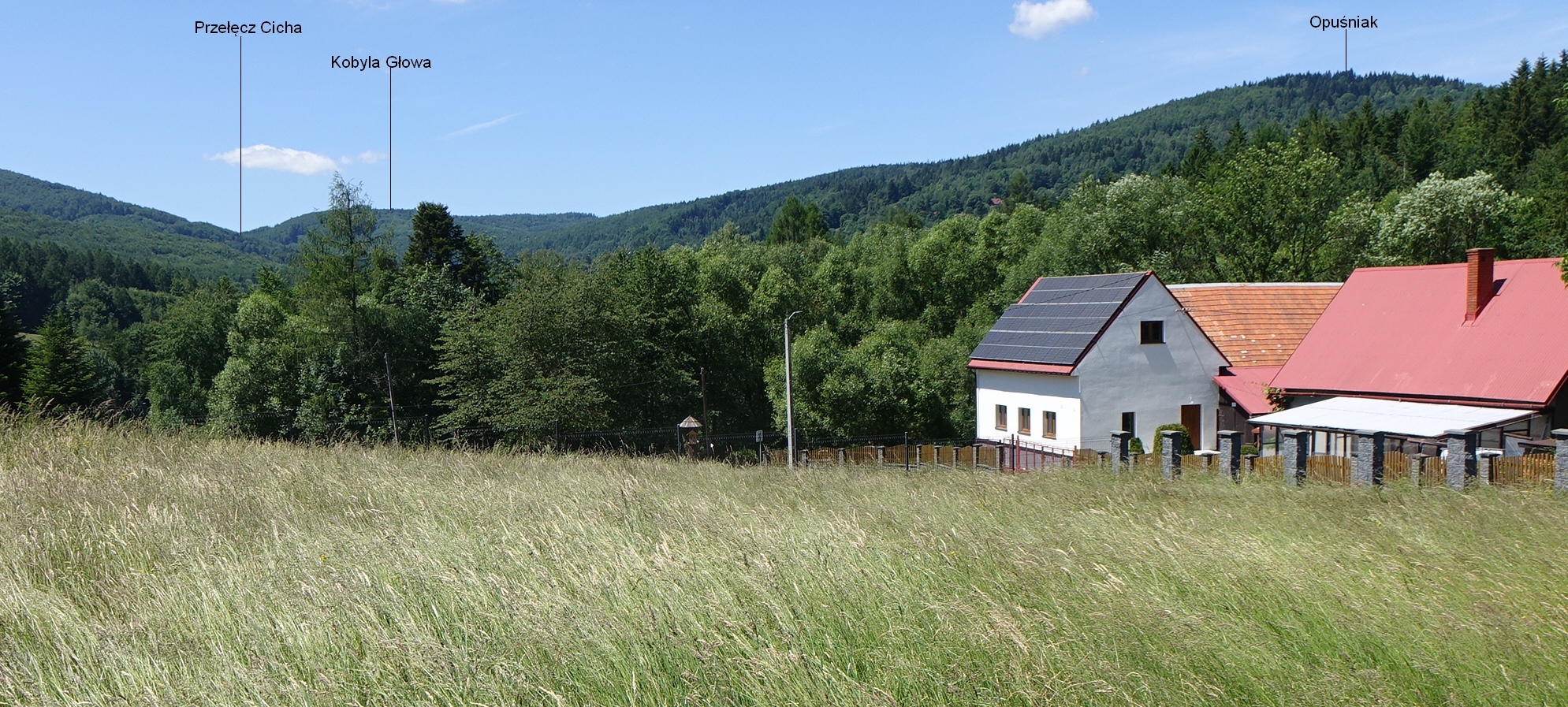
Wodok z osiedla Siwcówka w Stryszawie

Opuśniak (819 m) lub Opuśniok – szczyt w Paśmie Solnisk, które w regionalizacji fizycznogeograficznej Polski według Jerzego Kondrackiego zaliczane jest do Beskidu Makowskiego, w nowszej regionalizacji z 2018 roku do Beskidu Żywiecko-Orawskiego, a w najszerszym ujęciu do Beskidu Żywieckiego.
Opuśniak znajduje się w Paśmie Solnisk pomiędzy szczytami Kobyla Głowa i Solniska. Jest w większości porośnięty lasem, ale na jego stokach jest kilka polan. Stok południowo-wschodni opada do doliny Stryszawki, w kierunku północno-zachodnim ze szczytu opada krótki grzbiet oddzielający doliny dwóch potoków, są to Wątrobów Potok i Kapałów Potok (obydwa są dopływami Lachówki). Grzbietem Opuśniaka biegnie granica między miejscowościami Lachowice i Stryszawa, obydwie w województwie małopolskim, w powiecie suskim, w gminie Stryszawa.

## Turystyka
Szlaki turystyczne
Przez szczyt Opuśniaka nie prowadzi żaden szlak turystyczny, natomiast od strony południowej i wschodniej okrążają go dwa szlaki piesze PTTK: niebieski (z Lachowic Centrum do Zawoi-Wełczy) oraz zielony (z Sidziny do Jabłonki). Ponadto zbocza góry są trawersowane przez trzy ścieżki spacerowe, prowadzące z Lachowic, Stryszawy i Koszarawy do Studenckiego Schronu Turystycznego „Pod Solniskiem”, który znajduje się na północnym stoku Opuśnioka. SST „Pod Solniskiem” jest połączony ścieżką niebieską z przystankiem PKP Lachowice Centrum, żółtą z przystankiem autobusowym w Stryszawie-Roztokach oraz czerwoną z przystankiem autobusowym w Koszarawie-Jałowcu.
 PKP Lachowice Centrum – Solniska – Opuśniok – Jałowiec – Zawoja Wełcza
 Sidzina – Pasmo Policy – Zawoja – Kolędówki – Stryszawa Górna – Opuśniok – SST „Pod Solniskiem” – Lachowice – PKP Hucisko – Koszarawa Cicha – Czerniawa Sucha – Mędralowa – Babia Góra – Jabłonka
SST „Pod Solniskiem”
Na północnym stoku Opuśniaka znajduje się w granicach wsi Lachowice polana Adamy, a na niej Studencki Schron Turystyczny „Pod Solniskiem”. Poza trzema ścieżkami spacerowymi do schroniska dostać się można podążając zielonym szlakiem PTTK. Schron turystyczny, nazywany zwyczajowo „chatką studencką na Adamach” jest czynny w wakacje, ferie zimowe województw śląskiego i małopolskiego oraz w weekendy przez pozostałą część roku. Schronisko zarządzane jest przez Oddział Uczelniany PTTK Politechniki Śląskiej z siedzibą w Gliwicach i oferuje usługi gastronomiczno-noclegowe.